# دوست خیالی

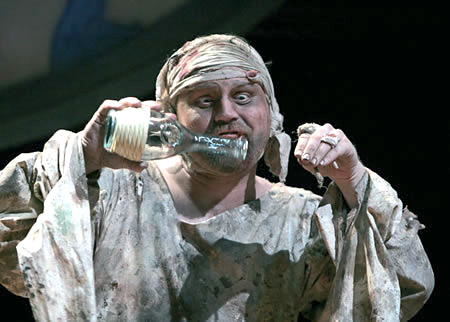
کالیبان در نمایشنامه طوفان اثر شکسپیر، مکالمه‌ای با دوستان خیالی‌اش در تئاتر فولجر برقرار می‌کند.

دوستان خیالی (همچنین با عناوین دوستان وانمودی، دوستان نامرئی و دوستان ساختگی نیز شناخته می‌شود) یک پدیده روانشناسانه و جامعه‌شناسانه است که در آنها رابطهٔ دوستی یا سایر روابط میان‌فردی به جای واقعیت در تخیل صورت می‌پذیرند.
هرچند ممکن است در نظر خالق خود واقعی به نظر برسند، کودکان معمولاً درک می‌کنند که دوستان خیالی آنها واقعی نمی‌باشند.
اعتقاد بر این است که اولین مطالعات متمرکز بر دوستان خیالی، در طول دهه ۱۸۹۰ انجام شده‌است. پژوهش‌های اندکی پیرامون مفهوم دوستان خیالی در تصورات کودکان انجام گرفته‌است. کلاوسن و پَسمَن (۲۰۰۷)گزارش می‌دهند که همنشین‌های خیالی در ابتدا به‌عنوان موجودات و ارواحی فراطبیعی که به‌نظر می‌رسید مردم را با زندگی گذشته‌شان متصل می‌کنند، وصف شده‌اند. بزرگسالان در تاریخ دارای موجوداتی مانند خدایان محافظ خانه، فرشتگان نگهبان و موزهایی بودند که به‌عنوان همراهان خیالی، جهت فراهم کردن آرامش، هدایت و الهام برای کارهای خلاقانه، فعالیت می‌کردند. این احتمال وجود دارد که این پدیده در اواسط قرن نوزدهم، زمانی که دوران کودکی به‌عنوان زمانی مهم برای بازی و تخیل مورد تأکید قرار می‌گرفته در کودکان ظهور کرده باشد.